# Florus von Lodève

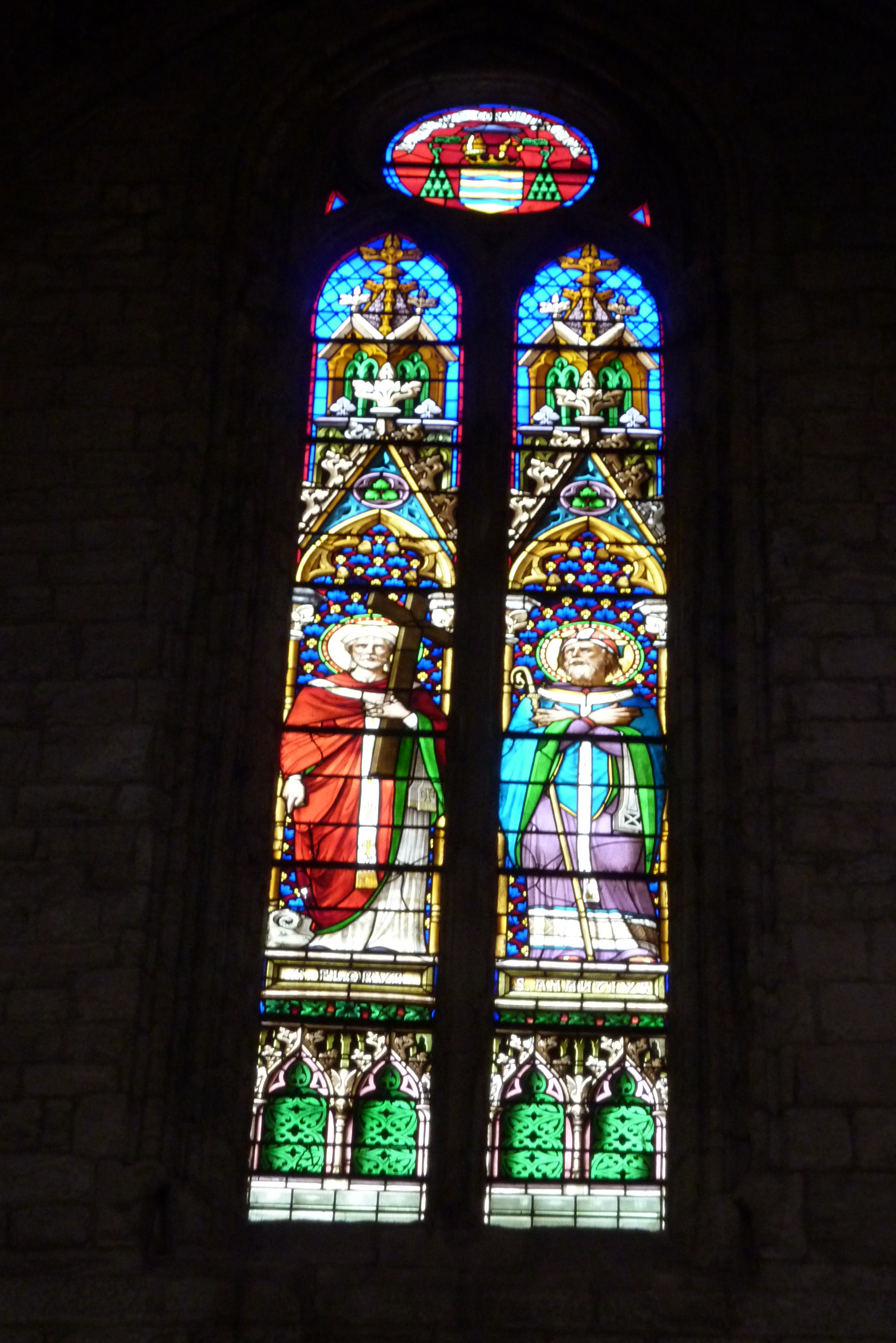
Glasfenster (19. Jahrhundert) mit den Bischöfen Florus und Amantius in der ehemaligen Kathedrale von Lodève

Florus von Lodève (französisch Saint Flour; † 389) war gemäß einer mittelalterlichen Überlieferung der erste Bischof der Stadt Lodève in der Region Okzitanien im Süden Frankreichs. Sein Gedenktag ist der 1. Juni.

## Vita
Über das Leben und die Aktivitäten des Heiligen ist so gut wie nichts bekannt. Seine erste Vita wurde erst im 14. Jahrhundert dem Speculum sanctorale des Bernard Gui hinzugefügt. Demnach betätigte er sich als Glaubensprediger und Missionar im Languedoc und in der Auvergne.

## Verehrung
Nach dem Heiligen sind mehrere Orte im Süden Frankreichs benannt: Saint-Flour (Cantal), Saint-Flour-l’Étang und Saint-Flour-de-Mercoire. Wichtigster Kirchenbau ist die Kathedrale von Saint-Flour.

## Darstellung
Mittelalterliche Darstellungen des Heiligen sind unbekannt und auch neuzeitliche Darstellungen sind selten.